# Dan Graham
Dan Graham (31. března 1942 – 19. února 2022) byl americký umělec.
Narodil se ve městě Urbana v Illinois, ale vyrůstal v New Jersey. Po dokončení střední školy nenastoupil na univerzitu, ale vzdělával se sám. Svou uměleckou kariéru zahájil v roce 1964, kdy v New Yorku založil Galerii Johna Danielse. Zde uváděl díla například Donalda Judda, Sola LeWitta, Dana Flavina a Roberta Smithsona. Galerii se však již roku 1965 věnovat přestal. V té době začal vytvářet svá vlastní koncetuální díla. Umělec Tony Oursler natočil s Grahamem jednu epizodu své dvanáctidílné série Synesthesia. V roce 2015 byl oceněn newyorským kulturním zařízením The Kitchen.